# Sint-Ursmaruskerk (Deftinge)

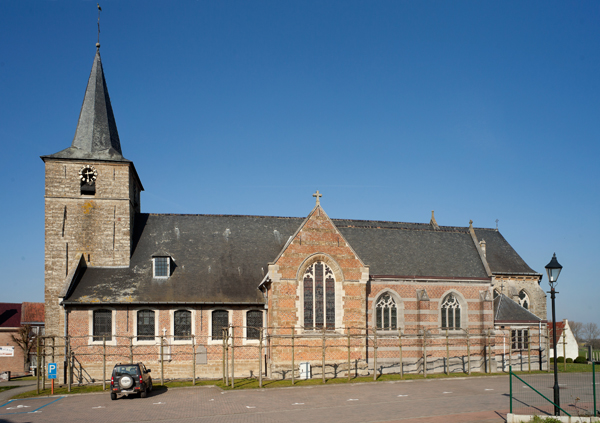
Sint-Ursmaruskerk

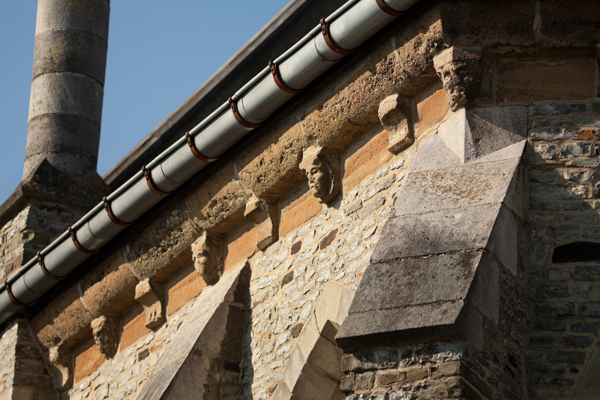
Maskerkoppen aan het koor

De Sint-Ursmaruskerk is de parochiekerk van de tot de Oost-Vlaamse gemeente Lierde behorende plaats Deftinge, gelegen aan de Kerkstraat.

## Geschiedenis
Van de vroegste bouwgeschiedenis van de kerk is weinig bekend, door tal van wijzigingen en verbouwingen valt de ouderdom van de oudste delen moeilijk te achterhalen. Bovendien zijn de deskundigen het niet altijd eens. In elk geval gaat de bouwgeschiedenis minstens terug tot de 13e eeuw, de vroeggotische periode.
Van 1600-1611 werd de kerk hersteld. De toren, die in 1602 afbrandde, draagt -na herstel- een jaartal in het 6e decennium van de 17e eeuw. Het schip is 18e-eeuws en heeft stucwerk in Lodewijk XV-stijl. In 1912-1915 werd de kerk vergroot. Hierbij werd het koor afgebroken en 9 meter naar het oosten weer opgebouwd met de oorspronkelijke materialen. In de ruimte die vrijkwam, werd het schip verlengd in neogotische stijl.

## Gebouw
Het betreft een driebeukige hallenkerk met transept en een half ingebouwde westtoren. Deze vier geledingen tellende toren is deels gebouwd in veldsteen en bekleed met zandsteenblokken. De classicistische zijbeuken hebben steekboogvensters. Het koor heeft een rij maskerkoppen.

## Interieur
Frans de Gernier schilderde in 1786 een achttal doeken met portretten van evangelisten en kerkvaders. De kerk bezit een 17e-eeuws Sint-Ursmarusbeeld en een eveneens 17e-eeuws kruisbeeld.
Tabernakel en koorgestoelte zijn uit de 2e helft van de 18e eeuw. De communiebank in rococostijl is van 1762 en de preekstoel, in Lodewijk XV-stijl, is van 1763. In dezelfde stijl zijn twee biechtstoelen (1771 en 1779). Het orgel van 1779-1780 werd gebouwd door Lambert-Benoît van Peteghem.
Het romaans doopvont in blauwe hardsteen is 12e- of 13e-eeuws.